# Bahnhof ’s-Gravenpolder-’s-Heer Abtskerke
Der Bahnhof ’s Gravenpolder-’s-Heer Abtskerke (Gha) ist ein ehemaliger Bahnhof in der niederländischen Gemeinde Borsele. Er wurde 1926 von der Südbevelandschen Eisenbahngesellschaft (SZB) als Haltepunkt für die beiden benachbarten Dörfer ’s-Gravenpolder und ’s-Heer Abtskerke an der Bahnlinie Goes – Hoedekenskerke errichtet und mit Inbetriebnahme der Strecke am 19. Mai 1927 eröffnet.
Zwei Jahre nach Kriegsende wurde der Bahnhof am 4. Mai 1947 geschlossen. Heute dient er der Museumsbahn Goes – Borsele (SGB) als Haltepunkt. Die Anlage steht als Rijksmonument unter Denkmalschutz.

## Beschreibung
Der Bahnhof wurde wie die meisten anderen Bahnhöfe an der Strecke in der Typenbauweise (ZB standaard) der SZB errichtet. Auf rechteckigem Grundriss steht ein einstöckiger Backsteinbau, dem ein Satteldach aufsitzt. Neben dem Dienstraum enthielt der Bahnhof auch eine Wohnung und einen kleinen Güterschuppen, der ebenfalls unter Denkmalschutz steht.